# Mengzhou
Mengzhou (孟州市S, MèngzhōuP) è una città-contea della Cina, situata nella provincia di Henan e amministrata dalla prefettura di Jiaozuo.